# JOY (スターリンのアルバム)
『JOY』（ジョイ）は、日本のロックバンドであるスターリンの1枚目のオリジナル・アルバム。
1989年2月25日にアルファレコードからリリースされた。全曲共に作詞および作曲は遠藤ミチロウ、編曲はSTALINと一部の曲で元PINKの逆井オサムが担当、プロデューサーはSTALINとなっている。
ザ・スターリンは1985年に解散し、後にボーカルの遠藤を中心にビデオのみをリリースするというコンセプトで結成したビデオ・スターリンは2本のビデオとアルバム『-1 (MINUS ONE)』をリリースした後に活動停止となった。その後、さらなる新たなメンバーによって結成された「ザ」のつかないスターリンによる復活第一弾のアルバムである。
レコーディングは同年にSTUDIO "A"にて行われた。先行シングルはなく、本作と同日にシングルカットとしてリリースされた「包丁とマンジュウ」が収録されている他、ドーピングによるベン・ジョンソンの金メダル剥奪を主題とした曲などが収録されている。音楽性は歌詞こそ遠藤による捻りの利いた独特の語感は擁していたものの、サウンドはザ・スターリン時代とは一線を画すもので、ギタリスト、ベーシスト、ドラマーともすでにベテランの域に入っており、テクニカルな演奏で仕上げられた。本作はオリコンアルバムチャートにおいてLP盤は最高位22位、総合では32位となった。

## 背景
1985年2月21日に大映スタジオにて行われた解散記念ライブ「I was THE STALIN〜絶賛解散中〜」を最後にザ・スターリンは解散。ボーカルの遠藤はその後Michiro, Get the Help!名義でアルバム『オデッセイ・1985・SEX』（1985年）、ゲイノー・ブラザーズ名義でアルバム『破産』（1986年）、パラノイア・スター名義でアルバム『TERMINAL』（1987年）をそれぞれ発表した。また、パラノイア・スターと同時期にはビデオのみをリリースするというコンセプトでビデオ・スターリンを結成し、2本のビデオと1枚のアルバムを発表したが、1988年8月4日の宮城県唐桑臨海劇場でのライブを最後に活動停止となった。
同年、遠藤は新たなメンバーとして元ルースターズの三原重夫、THE LIPSの山盛愛彦、パラノイア・スターにも参加していた西村雄介を迎え、「ザ」の付かない「スターリン」として再結成した。本作リリース前の1月21日には、遠藤の友人である大学教授の粉川哲夫が在籍する和光大学において、「スターリンのライブを見てレポート書く」という期末試験が企画され、そこで初のライブが行われた。

## 音楽性と歌詞
ザ・スターリン時代のパンク・ロックサウンドとは一線を画す内容となっている。芸術総合誌『ユリイカ9月臨時増刊号 総特集*遠藤ミチロウ1950-2019』においてライターの行川和彦は、遠藤のソングライティングに関して「ザ・スターリン解散以降の音楽活動を踏まえたユーモラスなポップ感が曲にも音にも歌詞にも表れている」と表記した他、ザ・スターリン在籍時の遠藤からは想像もつかないアルバムタイトルであり皮肉にも思えると指摘したが、「サウンドは正直でポジティヴな響きが迫ってきて当時のミチロウの意気込みが伝わってくる」と表記している。
1曲目の「誰だ!」に関して、いぬん堂こと赤牛戸圭一は「（復活の一曲目という事が）何か暗示的な気がする」と語り、マガジン・ファイブ代表の菅野邦明は未来志向的であり好奇心を示すエネルギーのある曲であると発言、遠藤は電気グルーヴのシングル「誰だ! (Radio Edit)」よりも先にリリースされた事を指摘している。ライターの行川は当時の遠藤の覚悟が叩き込まれた曲であると指摘し、「パーカッシヴかつグルーヴィなアップ・テンポ」の曲であると表記している。
2曲目の「包丁とマンジュウ」のタイトルの意味は、男性器と女性器の比喩であると遠藤は述べている。また、「マンジュウ」は鹿児島県では実際に女性器を指す言葉である事から放送禁止歌にされたという。さらに遠藤は料理好きであり饅頭好きのため「単純に俺の好きなものを二つ並べたんだけどね」とも語っている。ライターの行川は「曲調もコミカル」と表記している。
4曲目の「インターナショナル」は、1988年ソウルオリンピックにて発生したドーピングによるベン・ジョンソンの金メダル剥奪を報じた新聞記事をそのまま歌詞にしている。これはザ・スターリン時代の曲「先天性労働者」がカール・マルクスによる共産党宣言を歌詞にした事と同様であり、遠藤によると「なんでも歌詞になり得るんだ」という実験であったという。また、吉本隆明の「作品がなくても批評できるんだ」という言葉に影響された部分もあると語っている。ライターの行川は遠藤も学生運動に参加した際に歌ったとされる社会主義や共産主義の労働歌を思わせると指摘した上で「痛快だ」と表記した。冒頭のナレーションは当時日本テレビ所属アナウンサーであった小倉淳が担当している。

## リリース、チャート成績
本作は1989年2月25日にアルファレコードからLP、CDの2形態でリリースされた。同年4月には渋谷公会堂にてライブが行われ、その模様を収録したライブ&ミュージック・ビデオ『P.』が7月25日にリリースされた。同ビデオの1曲目に収録されている「ミチ子ちゃんのデート」はアルバム未収録となっている。
オリコンアルバムチャートにてLP盤は最高位22位、登場週数4回で売り上げ枚数は0.2万枚、CD盤を含めた総合では最高位32位、登場週数3回で売り上げ枚数は1.3万枚となった。

## 収録曲
- CD付属の歌詞カードに記載されたクレジットを参照[11]。

全作詞・作曲: 遠藤ミチロウ。
| #         | タイトル                              | 作詞      | 作曲・編曲 | 編曲               | 時間 |
| --------- | ------------------------------------- | --------- | ---------- | ------------------ | ---- |
| 1.        | 「誰だ!」(DA・RE・DA!)                |           |            | STALIN             | 6:11 |
| 2.        | 「包丁とマンジュウ」(HOCHO & MAN-JYU) |           |            | STALIN             | 4:41 |
| 3.        | 「NO.1（ナンバー・ワン）」            |           |            | STALIN             | 3:38 |
| 4.        | 「インターナショナル」(INTERNATIONAL) |           |            | STALIN、逆井オサム | 6:54 |
| 5.        | 「A・B・C・D・E・F・G」               |           |            | STALIN             | 4:04 |
| 合計時間: | 合計時間:                             | 合計時間: | 25:28      |                    |      |

| #         | タイトル                        | 作詞      | 作曲・編曲 | 編曲               | 時間 |
| --------- | ------------------------------- | --------- | ---------- | ------------------ | ---- |
| 6.        | 「INSIDE LOVE」                 |           |            | STALIN、逆井オサム | 7:51 |
| 7.        | 「タイムトンネル」(TIME TUNNEL) |           |            | STALIN             | 5:11 |
| 8.        | 「チャンティック」(CANTIK)      |           |            | STALIN、逆井オサム | 4:29 |
| 9.        | 「Y」                           |           |            | STALIN             | 7:12 |
| 合計時間: | 合計時間:                       | 合計時間: | 24:43      |                    |      |

## スタッフ・クレジット
- CD付属の歌詞カードに記載されたクレジットを参照[11]。

### STALIN
- 遠藤ミチロウ - ボーカル
- 三原重夫 - ドラムス、エレクトリックデバイス
- 山盛愛彦[注釈 1] - ギター
- 西村雄介 - ベース

### 参加ミュージシャン
- 逆井オサム[注釈 2] - ギター（4,6,7,8曲目のみ）
- 小倉淳 - アナウンス（4曲目のみ）

### スタッフ
- スターリン - プロデューサー
- 寺田康彦 - レコーディング・エンジニア、ミックス・エンジニア
- 上原キコウ（スタジオA） - アシスタント・エニジニア
- 土田真康 - ディレクター
- 原神一 - アート・ディレクター
- RICE - デザイン
- 和田茂 - 写真撮影
- 渡辺ノブハル - ヘアー・メイク・アップ
- 山本康一郎 - スタイリスト
- 安江水伊那 - マネージメント
- B.Q. CO.,LTD. - マネージメント
- HIROKO MARU - スペシャル・サンクス
- TOM 永島 - スペシャル・サンクス
- 成沢正三 - スペシャル・サンクス
- 渋谷陽一 - スペシャル・サンクス
- 秋谷悦弘 - スペシャル・サンクス
- ヨロシタ・ミュージック - スペシャル・サンクス